# 田中宏典
田中 宏典（たなか こうすけ、1981年12月29日生まれ）は、日本の実業家。株式会社エムステージマネジメントソリューションズ代表取締役。医療機関のM&Aや医業承継支援を専門とするコンサルタントであり、持続可能な地域医療に関する情報提供や講演活動を行っている。

## 略歴
大学卒業後、2006年に楽天株式会社に入社し、EC事業部でのコンサルティングに従事。2009年、株式会社エムステージに転職し、医師紹介事業の事業部長を務めた。その後、管理部門、産業保健事業など複数の部門での立ち上げに携わったのち、2019年に設立された子会社「株式会社エムステージマネジメントソリューションズ」の代表取締役に就任。
医業承継およびM&A支援に従事し、クリニック、病院、介護施設などを対象としたコンサルティング業務を行っている。医業承継士の資格については、一般社団法人医業承継士協会の「資格者・会員一覧」に氏名が掲載されている。
また、2024年6月時点で、中小企業庁が運用する「M&A支援機関登録制度」において、
株式会社エムステージマネジメントソリューションズは登録支援機関として認定されている。

## 活動
医療経営士1級および医業承継士の資格を有し、医療従事者や金融機関に向けたセミナー・講演活動、専門誌に寄稿歴がある
2025年には、自身の経験と事例をもとにした著書『“STORY”で学ぶ、M&A「医業承継」』（プレジデント社）を出版。
また、Speakers.jp（株式会社タイム）において、講演講師としても登録されており、医療経営や事業承継をテーマにした講演依頼を受け付けている。
2025年時点では、日本医療企画が運営するヘルスケア・マネジメント.comの「アドバイザーバンク」にて、医療経営士1級保持者として登録され、M&Aや経営企画分野での助言・講演活動も行っている。
さらに、2021年5月には、コロナ禍による医師の求人市場の変化について、朝日新聞による医療系求人サイト分析記事にてコメントを寄せた。当時、医師人材紹介会社エムステージのMHR事業部長として、非常勤医師の求人減少に関して「病院が職員などの出入りを抑えたり、患者が受診を控えたことで経営が悪化し、求人数の落ち込みにつながっている」と述べている。
また、2022年12月には『月刊 医療経営士』（日本医療企画）の特集「医療経営士と私 episode.16」に登場し、医療経営士1級の取得背景や制度への期待について語った。

## メディア出演
2021年4月、テレビ東京『My Fresh Life』に出演。在宅勤務を契機に家族との時間の重要性に気づき、自然と調和した生活への転換や「ベランダキャンプ」といった新たな暮らし方を紹介。働き方の変化による生活スタイルの変化をテーマとした番組で紹介された。

## 出版
- 『“STORY”で学ぶ、M&A「医業承継」』（プレジデント社、2025年3月）ISBN 4833452529

## 寄稿
- 『一般社団法人日本医療経営実践協会』（2025年7月）

- 「医療のバトンをつなぐ支援に、『医療経営士』の学びを活かす」
- 『銀行実務』（銀行研修社）

- 2023年7月号：「中小医療法人の事業承継・M&A（前編）」
- 2023年8月号：「中小医療法人の事業承継・M&A（後編）」
- 『CLINIC ばんぶう』（日本医療企画）

- 2023年6月号：「失敗しない診療所M&A 信頼できるパートナーを見極めよ」
- 2020年12月号：「コンサルタントから見た事務長の見極め方」

## 講演
- 一般社団法人医業承継士協会（2024年8月）

テーマ：「医業承継の最近の傾向と事例紹介」
- 株式会社ケアネットワークスデザイン（2021年9月）

テーマ：「医療法人・開業医のM&Aトレンド」